# Enlil-bani
Enlil-bani (fl. XIX secolo a.C.) è stato un sovrano amorreo dell'età paleo-babilonese.

## Biografia
Enlil-bani il re, scritto in cuneiforme mu den-lil2-ba-ni lugal, rimase in carica negli anni che vanno da circa il 1798 a circa il 1775 a. C., secondo la cronologia bassa o da circa il 1860 a circa il 1837 a. C., secondo la cronologia media. È stato il decimo re della Prima dinastia di Isin e regnò per ventiquattro anni, sia in base alla Lista reale sumerica, che alla lista dei re di Ur e Isin. Successe a re Erra-Imittī, di cui era servitore. Egli deve la sua notorietà in particolare per la modalità leggendaria e forse immaginaria della sua ascesa.
Tra i due periodi dinastici di Erra-Imittī e di Enlil-bani, risulterebbe avere regnato, per un periodo di sei mesi, un certo ikun-PI-Ištar. Tale notizia, peraltro, è difforme rispetto a quelle prevalentemente conosciute. Tale versione risulterebbe, secondo due copie della Lista Reale Sumerica, ed è anche riportata da un'altra cronaca, che però, essendo particolarmente danneggiata, non riesce a far luce sulle origini di questo personaggio.
Una lunga iscrizione, riferita ad Enlil-bani, ci ha tramandato queste attestazioni:
(Enlil-bāni Inscription)
In quegli anni, però, la sovranità su Nippur era molto incerta e la città passava, alternativamente, dal controllo di Isin a quello di Larsa. Anche Uruk si separò dal regno di Isin e il potere di Enlil-bani andò, progressivamente, deteriorandosi.

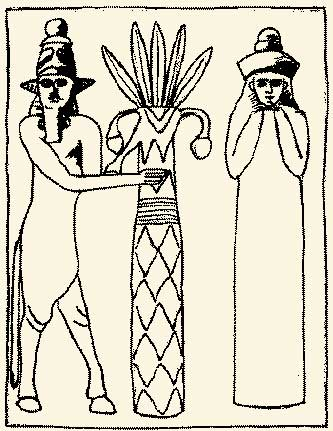
Enlil e Ninlil. Divinità sumere

È forse possibile che per queste motivazioni, la cronaca di primi re sia stata manipolata, al fine di fornire una storia più leggendaria della sua ascesa al trono, rispetto a quella molto più opinabile di una semplice usurpazione del trono. Si racconta infatti che Erra-Imittī, suo predecessore, per sfuggire ad una maledizione, avesse temporaneamente nominato lui, che era il suo giardiniere, come temporaneo sostituto. Quindi pose sul suo capo la tiara regale, ma poco dopo, mentre sorseggiava una zuppa calda, morì. Enlil-bani si rifiutò di rinunciare al potere, divenendo così, effettivamente, re.
Tra le frammentarie notizie che ci sono pervenute, ce n'è una, particolarmente originale, che riguarda il periodo del suo regno e ci è stata tramandata dagli Assiri.
Il colophon di un testo medico della Biblioteca di Assurbanipal recita:
"quando il cervello di un uomo contiene fuoco si deve usare una mistura di unguenti e impiastri, nella misura tramandata dai vecchi saggi, vissuti prima del diluvio  nella città di Šuruppak (luogo delle guarigioni).
Ricetta che Enlil-muballiṭ (salvatore del moribondo), saggio (Apkallu) di Nippur, lasciò (ai posteri) nel secondo anno di Enlil-bani."
Durante il suo regno, Enlil-bani decise di "costruire di nuovo la parete di Isin, divenuta fatiscente,", come risulta da iscrizioni commemorative su coni di argilla. Tuttavia l'episodio non deve essere considerato un evento di carattere eccezionale, in quanto, con ogni probabilità, le mura delle grandi città erano oggetto di continua manutenzione.
Sulle mura fece lasciare questa iscrizione: Enlil-bāni-išdam-kīn , "Enlil-bani è fermo come queste fondamenta".
Egli, comunque, fu un formidabile costruttore, responsabile della realizzazione di diversi edifici, tra cui:
l' é-ur-gi7-ra, "la casa del cane",
la costruzione del tempio di Ninisina,
l' é-ní-dúb-bu , "casa di riposo", per la dea Nintinugga, "signora che fa rivivere i morti"
l' é-dim-gal-an-na, "la casa - grande albero del cielo" per il nume tutelare della città di Šuruppak, la dea Sud ,
l' é-ki-ág-gá-ni alla dea Ninibgal, "signora dalla misericordia paziente, che ama (chi la supplica con un) ex-voto, che presta attenzione a preghiere e suppliche, sua fulgida madre"..
Negli ultimi anni del regno, fece trasportare due grandi statue di rame a Nippur per dedizione alla dea Ningal. Statue che Iddin-Dagān aveva fatto forgiare 117 anni prima, non riuscendo però a farle giungere nella città sacra.
"Per gratirudine, la dea Ninlil ottenne, dal dio Enlil, il prolungamento della vita di Enlil-bani"
Ci sono due inni per la celebrazione di questo monarca.

## Reperti archeologici
1. ↑  Collezione Schøyen, MS 1686
2. ↑  The Sumerian King List Ash. 1923.444, the Wend-Blundell prism.
3. ↑  Ur-Isin kinglist, tablet MS 1686 line 18.
4. ↑  The Babylonian chronicle fragment 1 B ii 1-8.
5. ↑  Chronicle of early kings A 31-36, B 1-7.
6. ↑  Tablet K.4023 column iv lines 21 to 25.
7. ↑  Cones IM 77922, CBS 16200, and 8 others.
8. ↑  Two cones, IM 10789 and UCLM 94791.
9. ↑  Cone 74.4.9.249 e un altro in una collezione privata a Wiesbaden.
10. ↑  Clay impression, IM 25874.
11. ↑  Cone in Chicago A 7555.
12. ↑  IM 79940.
13. ↑  NBC 8955 and A 7461 inscription on two cones.
14. ↑  Tablet UM L-29-578.

## Iscrizioni cuneiformi
1. ↑  Scritto dEn-líl-dù o dEn-líl-ba-ni.
2. ↑  I-k[u-un]-pi-Iš8-tár.
3. ↑  Enuma amelu muḫḫu-šu išata u-kal.
4. ↑  (21) [na]p-šá-la-tú tak-ṣi-ra-nu lat-ku-tu4 ba-ru-ti šá ana Šu šu (šu-ṣú-ú (22) šá KA NUN.ME.MEŠ-e la-bi-ru-ti šá la-am A.MÁ.URU5(abūbi) (23) šá ana LAMXKURki(šuruppak) MU.2.KÁM IdEN.LĺL-ba-ni LUGAL uruÌ.ŠI.INki (24) IdEN.LĺL-mu-bal-liṭ NUN.ME NIBRUki [ez]-bu.